# Sénaillac-Lauzès
Sénaillac-Lauzès é uma comuna francesa na região administrativa de Occitânia, no departamento de Lot. Estende-se por uma área de 25,78 km². Em 2010 a comuna tinha 131 habitantes (densidade: 5,1 hab./km²).